# Pemphigus borealis
Pemphigus borealis är en insektsart som beskrevs av Albert Tullgren 1909. Enligt Catalogue of Life ingår Pemphigus borealis i släktet Pemphigus och familjen långrörsbladlöss, men enligt Dyntaxa är tillhörigheten istället släktet Pemphigus och familjen pungbladlöss. Arten är reproducerande i Sverige. Inga underarter finns listade i Catalogue of Life.